# Kitty Wells
Kitty Wells, pseudonimo di Ellen Muriel Deason (Nashville, 30 agosto 1919 – Nashville, 16 luglio 2012), è stata una cantante statunitense tra le principali esponenti e tra le pioniere al femminile della musica country.
Era soprannominata Queen of Country Music (la "regina della musica country").

## Biografia
Nata a Nashville (Tennessee), inizia a cantare da ragazza e impara subito a suonare la chitarra. A 18 anni ha sposato Johnnie Wright (1912-2011), anch'egli cantante country, membro del duo Johnnie & Jack.
Inizia ad esibirsi quindi con il marito e con la cognata Louise Wright con il nome Johnnie Right & the Harmony Girls. A loro si aggiunge in seguito Jack Anglin, marito di Louise. Si esibisce anche in duo col marito, nello spettacolo radiofonico Louisiana Hayride. Nel 1949 firma un contratto con la RCA Victor, ma con questa etichetta pubblica solo alcuni singoli.
Nel 1952 Paul Cohen, produttore discografico della Decca Records, propone a Kitty di registrare It Wasn't Good Who Made Honky Tonk Angels. Lei accettò con qualche incertezza la sessione. Il brano rappresentava una sorta di "risposta" a The Wild Side of Life di Hank Thompson (1951) e conteneva un messaggio controverso, di ribellione da parte di una donna, che venne vietato da molte radio. Tuttavia il singolo ha venduto oltre 800 000 copie ed è diventato il primo singolo di una cantante country a raggiungere la prima posizione nella classifica Billboard. Solo dopo il successo il brano venne trasmesso da Grand Ole Opry e da altri programmi.
Anche il successivo singolo Paying For That Back Street Affair ottenne un ottimo successo nel 1953. Tra il 1953 ed il 1955 la Wells divenne molto popolare e fu l'unica artista femminile, con i suoi singoli, a scalare le classifiche e a mantenere il successo. Altri suoi brani di questo periodo sono Cheatin's A Sin e Hey Joe. Nel 1954 ha duettato in One By One con Red Foley.
Con Making Believe e Lonely Side of Town confermò il fatto che anche le donne country potessero fare carriera, spianando la strada in questo senso a Dolly Parton e Loretta Lynn. Tra il 1957 ed il 1973 pubblica quindi numerosi album per la Decca Records.
Nel 1961 pubblica Heartbreak U.S.A., un altro suo successo a cui partecipa il quartetto vocale dei The Jordanaires. Pubblica altri brani che hanno avuto un successo leggermente inferiore nel prosieguo degli anni '60.
Fonda con il marito l'etichetta discografica Rubocca e crea anche un spettacolo televisivo, che non compete contro gli spettacoli di protagonisti maschili, ma che comunque rivendica il ruolo della donna nel mondo country.
Il nome dell'etichetta, Rubocca, è in riferimento ai tre figli della coppia, ossia Ruby, Bobby e Carol.
Nonostante il calo della sua popolarità, continua a produrre dischi e in alcuni casi entra anche se marginalmente in classifica.
Nel 1983 apre un museo di famiglia a Madison.
Nel 1991 riceve il Grammy Award alla carriera. 
Nel 2000 ha smesso di incidere e di suonare. L'ultimo suo show, infatti, tenuto insieme al marito, è stato il 31 dicembre 2000, giorno in cui hanno annunciato il loro ritiro. Nel 2007 (si è sposata nel 1937) lei e suo marito hanno festeggiato i 70 anni di matrimonio.
Nel 2009 l'artista è stata inserita nella Country Music Hall of Fame.
Johnnie è deceduto nel 2011 (a 97 anni), mentre Kitty Wells è morta poco tempo dopo, nel sobborgo di Nashville chiamato Madison, nel luglio 2012, all'età di 92 anni.

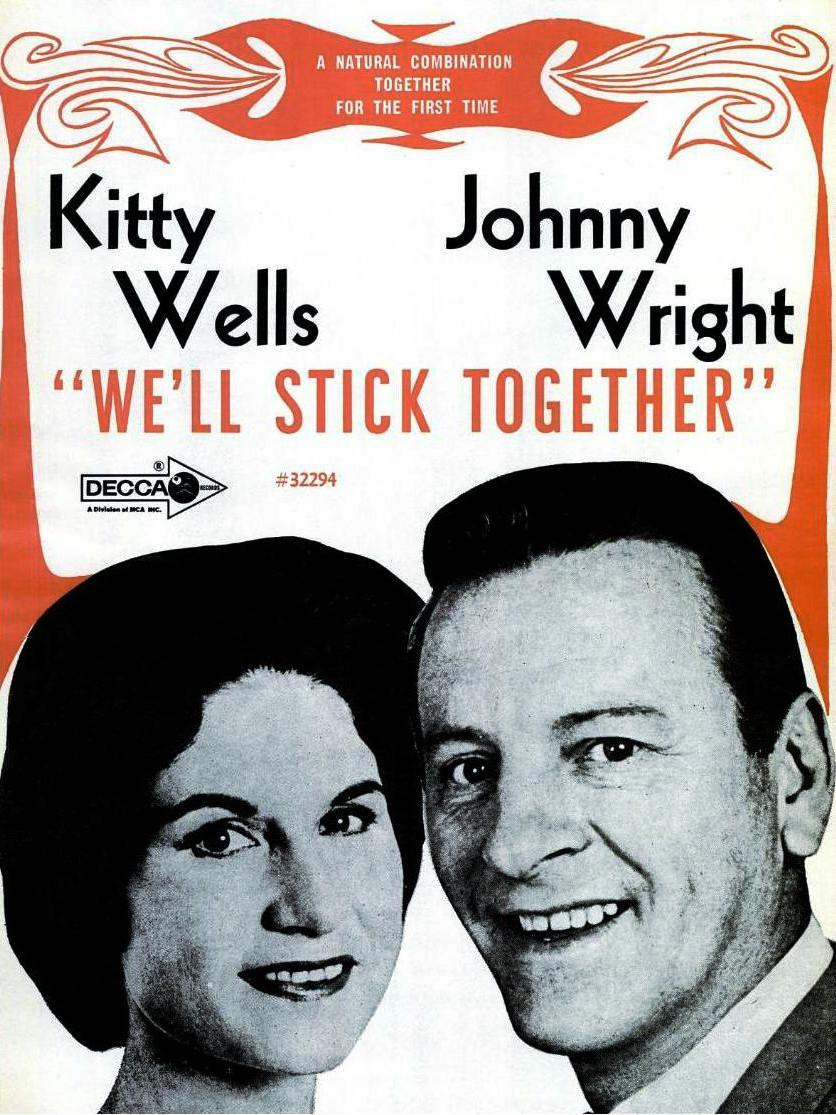
copertina dell'album We'll Stick Together (1968) con Kitty Wells e Johnnie Wright

## Discografia
Album studio
- 1957 - Winner of Your Heart
- 1958 - Lonely Street
- 1959 - Dust on the Bible
- 1959 - After Dark
- 1960 - Kitty's Choice
- 1960 - Seasons of My Heart
- 1961 - Heartbreak U.S.A.
- 1962 - Queen of Country Music
- 1962 - Singing on Sunday
- 1964 - Especially for You
- 1965 - Burning Memories
- 1965 - Lonesome, Sad, and Blue
- 1966 - Kitty Wells Sings Songs Made Famous by Jim Reeves
- 1966 - Country All the Way
- 1966 - The Kitty Wells Show
- 1967 - Love Makes the World Go Around
- 1967 - Queen of the Honky Tonk Street
- 1968 - Kitty Wells Showcase
- 1968 - Cream of Country Hits
- 1969 - Guilty Street
- 1970 - A Bouquet of Country Hits
- 1970 - Singin' Em Country
- 1970 - Your Love Is the Way
- 1971 - They're Stepping All Over My Heart
- 1971 - Pledging My Love
- 1972 - Sincerely
- 1972 - I've Got Yesterday
- 1973 - Yours Truly
- 1975 - Forever Young
- 1979 - Hall of Fame, Vol. I
- 1981 - Hall of Fame, Vol. II

Album collaborativi
- 1965 - Family Gospel Sing (con Kitty's Wells Family)
- 1967 - Together Again (con Red Foley)
- 1968 - We'll Stick Together (con Johnnie Wright)
- 1968 - Killy Wells and Johnnie Wright Sing Heartwarming Gospel Songs (con Johnnie Wright)

Album natalizi
- 1962 - Christmas Day with Kitty Wells

Raccolte
- 1956 - Country Hit Parade
- 1961 - Kitty Wells' Golden Favorites
- 1961 - Kitty Wells' and Red Foley's Golden Hits (con Red Foley)
- 1963 - The Kitty Wells Story
- 1966 - Kitty Wells
- 1968 - Kitty Wells' Greatest Hits
- 1969 - Country Heart
- 1987 - Greatest Hits
- 1991 - Country Music Hall of Fame Series
- 2002 - 20th Century Masters - The Millennium Collection

Boxset
- 1994 - The Queen of Country Music